# Dischides politus
Dischides politus é uma espécie de molusco pertencente à família Gadilidae.
A autoridade científica da espécie é Wood S., tendo sido descrita no ano de 1842.
Trata-se de uma espécie presente no território português, incluindo a zona económica exclusiva.